# Who's Last
Albums de The Who
Live at Leeds
(1970) Join Together
(1990)
Singles
1. "Twist & Shout"[1]
Sortie : 1984

Who's Last est un double album live des Who, enregistré durant leur « tournée d'adieu » de 1982. Il sort en décembre 1984 sur le label MCA Records et est produit par Cy Langston.

## Historique
Il comprend une sélection des titres principalement joués lors des dernières dates de la tournée, au Richfield Coliseum de Cleveland (Ohio). Cette sélection exclut notamment les chansons provenant des deux derniers albums studio du groupe, Face Dances et It's Hard. L'album Live from Toronto, sorti en 2006, présente le dernier concert de la tournée et correspond donc en de nombreux points au contenu de Who's Last.
Dans sa critique de l'album sur le site Allmusic.com, Stephen Thomas Erlewine ne donne que deux étoiles sur cinq à cet album, lui reprochant d'avoir été enregistré par des musiciens professionnels et non par un groupe. Faisant la comparaison avec Live at Leeds, il le qualifie de terne et sans vie.
Son classement dans les charts n'est pas à la hauteur des autres productions du groupe, seulement la 81e place au Billboard 200 et la 48e place des charts britanniques.
Il existe deux pochettes pour cet album : l'une porte le titre en grandes lettres dorées sur fond noir, et l'autre montre un drapeau britannique en feu.

## Liste des titres
Toutes les chansons sont de Pete Townshend, sauf indication contraire. Ci-dessous la première version compact disc issu en 1984. Une réédition de 1998, propose l'album gravé sur un seul compact disc.

### Disque 1
1. My Generation – 3:23
2. I Can't Explain – 2:27
3. Substitute – 2:46
4. Behind Blue Eyes – 3:30
5. Baba O'Riley – 5:12
6. Boris the Spider (Entwistle) – 2:29
7. Who Are You – 6:28
8. Pinball Wizard – 2:50
9. See Me, Feel Me/Listening to You – 4:09

### Disque 2
1. Love, Reign O'er Me – 4:43
2. Long Live Rock – 3:35
3. Reprise – 1:30
4. Won't Get Fooled Again – 10:03
5. Doctor Jimmy – 8:35
6. Magic Bus – 6:49
7. Summertime Blues (Cochran, Capehart) – 2:59
8. Twist and Shout (Medley, Russell) – 3:58

## Musiciens
- Roger Daltrey : chant, harmonica
- John Entwistle : basse, chant
- Kenney Jones : batterie, percussions
- Pete Townshend : guitare, chant

avec
- Tim Gorman : piano, synthétiseur, claviers

## Charts et certification

### Album
Charts
| Pays                          | Durée du classement | Meilleur classement | Date             |
| ----------------------------- | ------------------- | ------------------- | ---------------- |
| Canada (RPM)                  | 8 semaines          | 56e                 | 15 décembre 1984 |
| États-Unis (Billboard 200)    | 14 semaines         | 81e                 | 12 janvier 1985  |
| Royaume-Uni (UK Albums Chart) | 4 semaines          | 48e                 | 18 novembre 1984 |

Certification
| Pays        | Certification | Ventes    | Date         |
| ----------- | ------------- | --------- | ------------ |
| Royaume-Uni | Or            | 100 000 + | 24 mars 2016 |

### Single
| Single          | Chart              | Durée du classement | Position | Date             |
| --------------- | ------------------ | ------------------- | -------- | ---------------- |
| Twist and Shout | (UK Singles Chart) | 2 semaines          | 87e      | 11 novembre 1984 |